# Alkmaion (Archon)
Alkmaion (griechisch Ἀλκμαίων Alkmaíōn), der Sohn des Aischylos, war laut antiker Überlieferung der letzte Archon auf Lebenszeit in Athen. Eusebius von Caesarea und Georgios Synkellos schreiben ihm zwei Regierungsjahre zu. Nach Excerpta Latina Barbari regierte er zehn Jahre. Nach Alkmaions Tod wurde die Regierungszeit der Archonten auf zehn Jahre begrenzt. Je nachdem, ob man Alkmaions Vorgänger Aischylos eine frühe Amtszeit von 788/7 v. Chr. bis 765/4 v. Chr. oder eine späte von 778/7 v. Chr. bis 755/4 v. Chr. zuweist, werden Alkmaion elf oder ein Regierungsjahr zugeteilt. Seine Regierung begann also entweder 765/4 v. Chr. oder 755/4 v. Chr. und endete 754/3 v. Chr. Während seiner Regierung soll Rom gegründet worden sein.
Nach Alkmaion wurde Charops zum ersten Archon mit zehnjähriger Amtszeit gewählt.